# Tangi-Tschu
Tangi-Tschu (russisch Танги-Чу) ist ein Ort in Tschetschenien.
Das Dorf liegt im Urus-Martanowski rajon und hat 2753 Einwohner (2013).

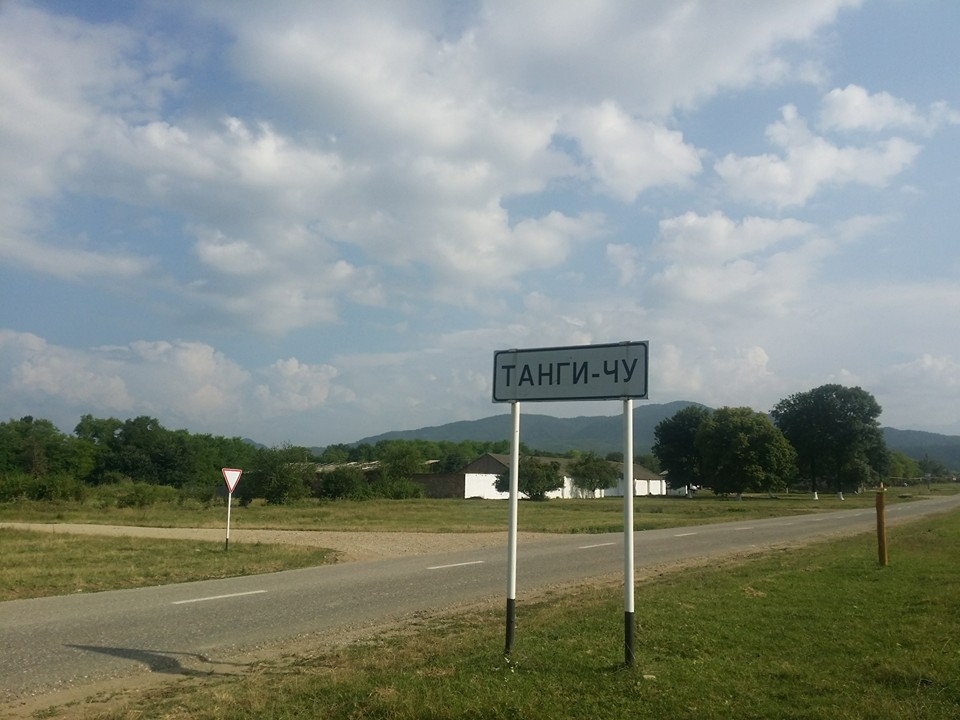
Tangi-Tschu

## Söhne und Töchter des Ortes
- Elsa Wissajewna Kungajewa (1982–2000), Opfer im Zweiten Tschetschenienkrieg